# Política de Sudán
Oficialmente, la política de Sudán tiene lugar en el marco de un gobierno provisional federal bajo una dictadura militar. El presidente de Sudán es el jefe de Estado, jefe de Gobierno y comandante en jefe de las Fuerzas Armadas. El poder legislativo reside tanto en el gobierno como en las dos cámaras, la Asamblea Nacional (cámara baja) y el Consejo de Estados (cámara alta), de la Legislatura Nacional bicameral. El poder judicial es independiente y lo posee el Tribunal Constitucional. Sin embargo, después de una mortífera guerra civil y el conflicto de Darfur, Sudán fue ampliamente reconocido como un estado totalitario donde todo el poder político efectivo estaba en manos del presidente Omar al-Bashir y el Partido del Congreso Nacional (NCP). Sin embargo, al-Bashir y el PNC fueron derrocados en un golpe militar que ocurrió el 11 de abril de 2019. El gobierno de Sudán fue dirigido por el Consejo Militar Transitorio hasta el 20 de agosto de 2019, cuando se disolvió entregando su autoridad al Consejo Soberano de Sudán, que está previsto que gobierne durante 39 meses hasta 2022, en el proceso de transición a la democracia.

## Historia

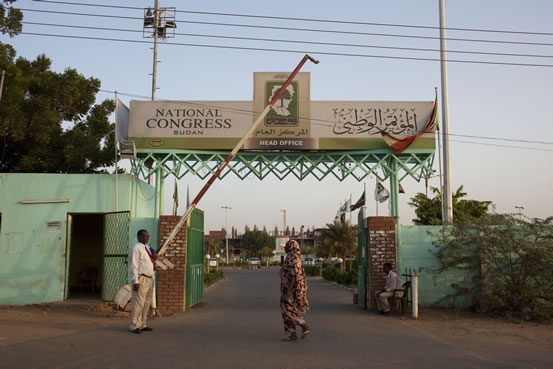
La foto muestra la puerta principal de la sede del Partido del Congreso Nacional, el actual partido gobernante en Sudán.

El sistema político de la República de Sudán fue reorganizado tras el Golpe de Estado en Sudán de 1989, cuando Omar al-Bashir, por aquel entonces un general de brigada en las Fuerzas Armadas de Sudán, comandó un grupo de oficiales y derrocó al gobierno del primer ministro Sadiq al-Mahdi. Durante el liderazgo de al-Bashir, el nuevo gobierno militar ilegalizó los partidos políticos e introdujo un código legal islámico a nivel nacional. Se convirtió en el jefe del Consejo de Mando Revolucionario para la Salvación Nacional, y asumió los cargos de jefe de Estado, primer ministro, jefe de las fuerzas armadas y ministro de Defensa. Posteriormente, tras dar mayor peso a la sharía en el norte del país con Hassan al-Turabi, al-Bashir llevó a cabo purgas y ejecuciones en los rangos superiores del ejército, prohibió asociaciones, partidos políticos, así como periódicos independientes. Además, hubo presos políticos y periodistas encarcelados. En 1993, Sudán pasó a ser una república islámica de partido único, ya que al-Bashir eliminó el Consejo de Mando Revolucionario para la Salvación Nacional y creó el Frente Islámico Nacional, con un nuevo parlamento y gobierno conformado únicamente por miembros de esa asociación. Se autoproclamó Presidente de Sudán. Debido a esto, la segunda guerra civil sudanesa con el Ejército de Liberación del Pueblo de Sudán iría a más en los años posteriores.
De 1983 a 1997, el país fue dividido en cinco regiones en el norte y tres en el sur, cada una de ellas estaba regida por un gobernador militar. Tras el golpe de Estado de 1989, se suspendieron las asambleas regionales. Con el Consejo de Mando Revolucionario para la Salvación Nacional abolido en 1993 y el Frente Islámico Nacional formaron el Partido del Congreso Nacional. El partido político nuevo tenía también miembros no musulmanes, los cuales eran políticos sursudaneses en su mayoría, los cuales fueron nombrados como ministros o gobernadores estatales.
En 1997, se reformó la estructura regional con la creación de veintiséis estados. Los cargos ejecutivos, el gabinete, y los oficiales de mayor rango eran nombrados por el presidente, y sus presupuestos estaban diseñados y dirigidos desde Jartum. Debido a esto, los estados tenían dependencia económica del gobierno central. El Estado de Jartum, el cual comprende la capital y los distritos aledaños, está administrado por un gobernador.